# Chortoicetes terminifera
Chortoicetes terminifera är en insektsart som först beskrevs av Walker, F. 1870.  Chortoicetes terminifera ingår i släktet Chortoicetes och familjen gräshoppor. Inga underarter finns listade i Catalogue of Life.
Denna gräshoppa förekommer i Australien. När den uppträder massvis kan den förstöra mängder av grödor och grönsaker.
Chortoicetes terminifera kan tillagas som mat för människor.

## Bildgalleri

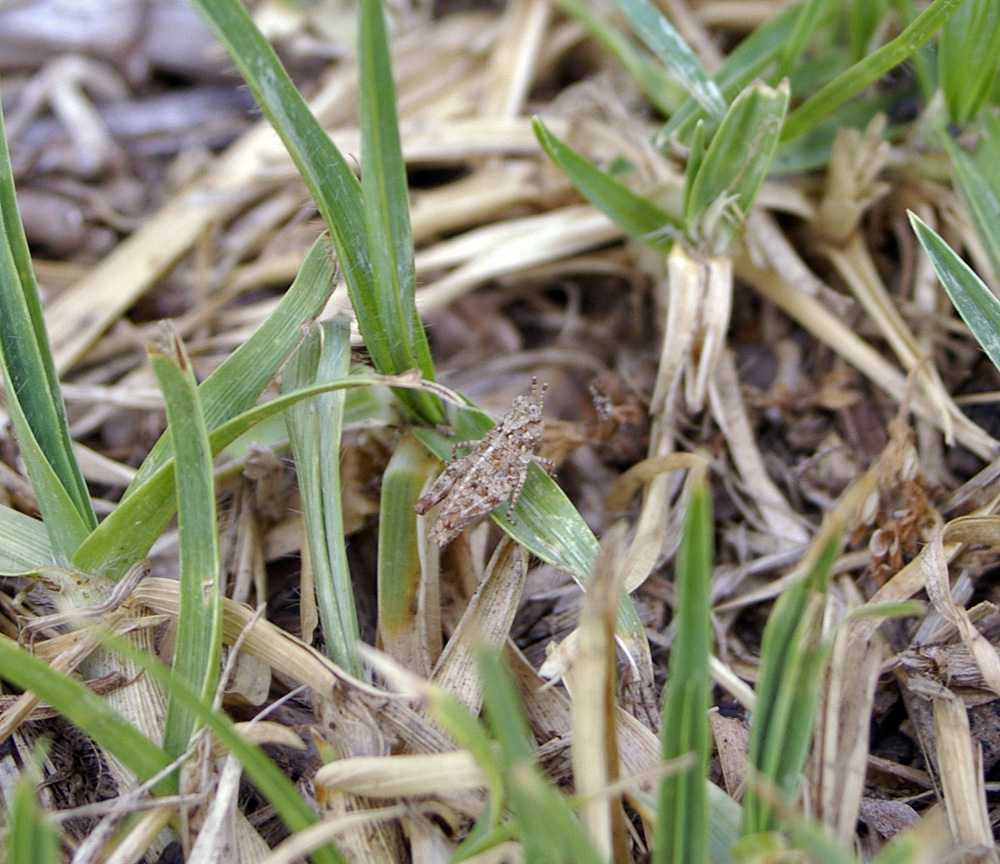
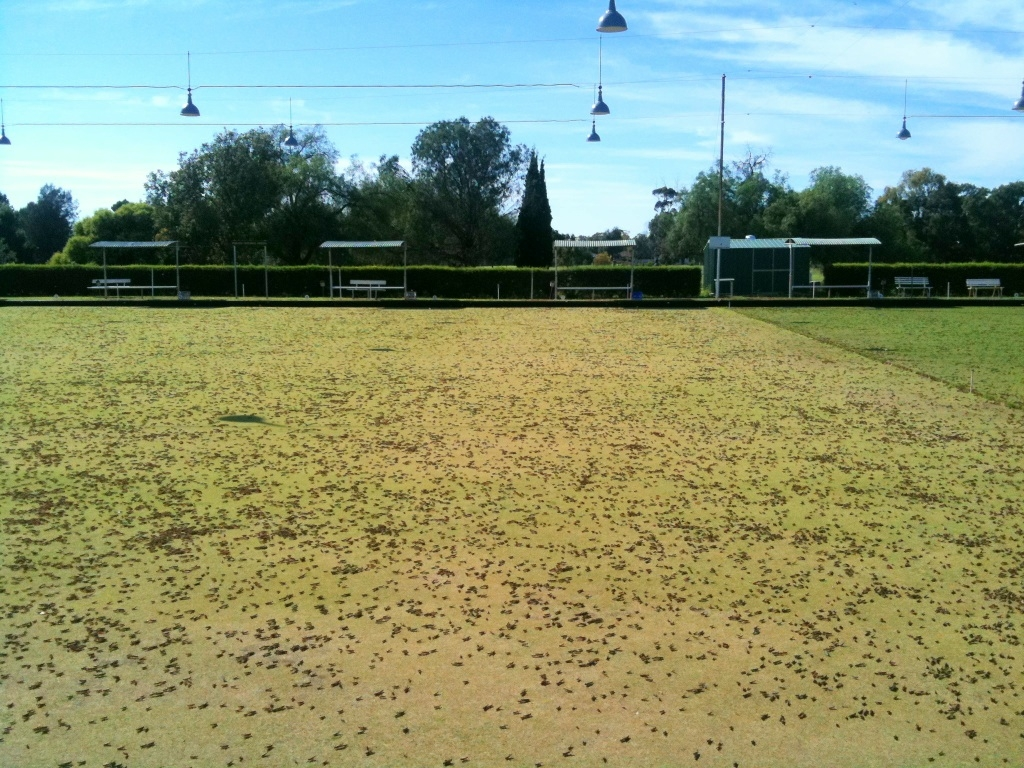
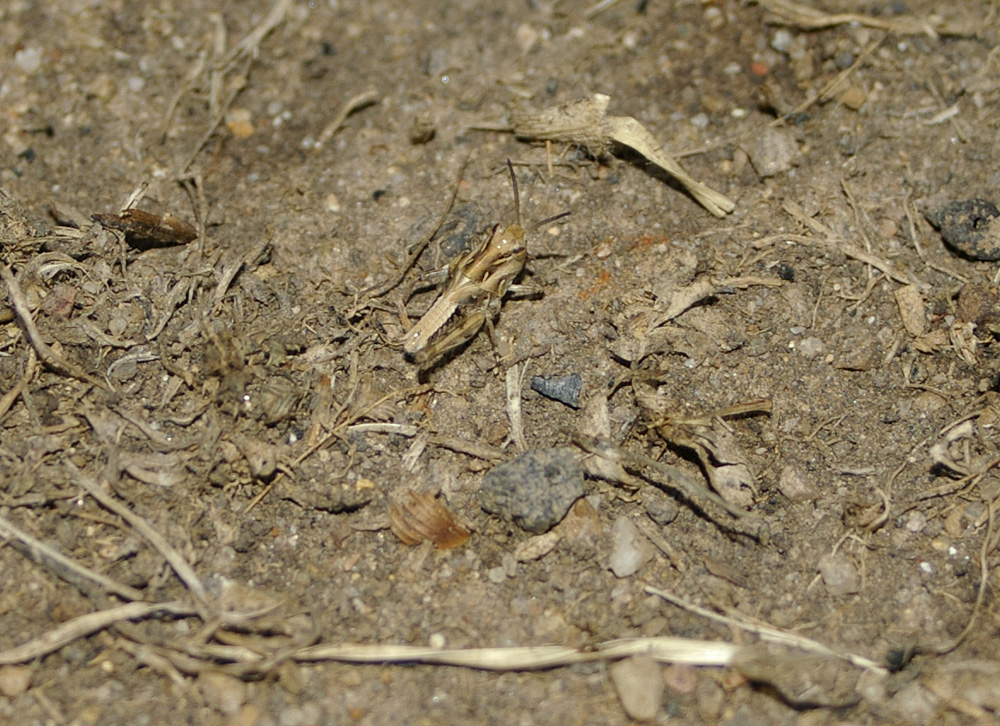